# 哈尔滨电工学院

## 校史
哈尔滨电工学院建校史可追溯至1950年1月26日，东北人民政府工业部电器工业管理局为恢复国民经济，培养东北地区电器工业电器中级技术人才，决定创建东北电器工业高级职业学校，为此东北人民政府工业部电器工业管理局接管原抚顺市第二中学（校址在辽宁省抚顺市中心区西路四号），并改校名为东北电器工业高级职业学校。设置电机、电讯、机械、工厂管理、工厂会计、电缆、电器应用化学共7个专业（科）。
1950年2月，抚顺市第二中学将学校移交给东北电器工业管理局后，1950年3月12日，东北电器工业高级职业学校正式开学。第一期学员即原抚顺市第二中学学生计449名。当时有教职工39名。
1952年10月18日，东北电气工业高级职业学校奉命由抚顺市迁往哈尔滨市香坊区马场，改校名为哈尔滨电机工业学校.1953年4月，哈尔滨电机工业学校隶属关系由东北人民政府工业部划归中央人民政府第一机械工业部并定校名为哈尔滨电器工业学校。当时在校学生为781人，教职工25人。设电机制造、电器仪器、电缆电线制造、工具制造、机床设备、企业计划、厂房及住宅建设共7个专业。1956年隶属关系为电机制造工业部，改校名为哈尔滨电机制造学校。
1958年，为了适应国家电机工业发展需要，经第一机械工业部批准将哈尔滨电机制造学校改建为哈尔滨电工学院，原有哈电机制造学校中专部保留，设电机系、电材系2个系、4个专业，在校生规模定为4000人（学制四年制）。1962年哈尔滨电工学院中专部并入哈尔滨第一电机制造学校，后发展为哈尔滨工业高等专科学校。
1966年开始的文化大革命，正常教学科研秩序受到严重破坏。1970年春，根据上级指示，哈尔滨电工学院、黑龙江工学院与哈尔滨工业大学合并组建新的哈尔滨工业大学。1970年哈尔滨电工学院并入哈尔滨工业大学，1974年哈尔滨工业大学原哈尔滨电工学院部分复校哈尔滨电工学院。
1995年与哈尔滨科学技术大学、哈尔滨工业高等专科学校合并而成哈尔滨理工大学。